# Richard Röstel
Richard Röstel (ur. w 1872, zm. data śmierci nieznana) – niemiecki gimnastyk. Wystąpił na Letnich Igrzyskach Olimpijskich w 1896 roku. Zdobył dwa złote medale: w kategorii ćwiczenie na drążku drużynowo oraz w ćwiczeniach na poręczach drużynowo.